# Steve Rucchin
Steve Andrew Rucchin, född 4 juli 1971 i Thunder Bay, Ontario, är en kanadensisk före detta ishockeyspelare som spelade sammanlagt 12 säsonger i NHL, varav 10 i Anaheim Ducks och en säsong vardera i New York Rangers och Atlanta Trashers.